# Slag bij Espinosa
De Slag bij Espinosa was een veldslag tijdens de Spaanse Onafhankelijkheidsoorlog en de slag werd uitgevochten op 10 en 11 november 1808 tussen het Franse en het Spaanse leger.

## Slag
Claude Victor-Perrin was na het verlies van bij Valmaseda op zoek naar wraak en hij lanceerde een aantal aanvallen op de troepen van Pedro Caro y Sureda. De Spanjaarden wisten tijdens de eerste dag van de slag hij slagordes te behouden. De volgende dag ging Victor-Perrin in de frontale aanval en wist uiteindelijk de verdedigingslinies van Joaquín Blake te doorbreken en het leger op de vlucht te doen slaan.

## Nasleep
Na de verloren slag leidde Blake zijn manschappen door de bergen van Galicië om ze in veiligheid te brengen. Op 23 november wist hij León te bereiken met nog maar 10.000 manschappen.